# نصب سيبيليوس
نصب سيبيليوس (بالفنلندية: Sibelius-monumentti) مخصص لتكريم الموسيقي الفنلندي جان سيبيليوس (1865-1957). ويقع النصب في حديقة سيبيليوس (بالفنلندية: Sibeliuspuisto) في حي تولو في هلسنكي، عاصمة فنلندا.
تم تصميم المبنى بواسطة إيلا هيلتونن وكشفت في 7 أيلول، 1967. أثارت أصلا مناقشة حية حول مزايا وعيوب من الفن التجريدي، ولهذا السبب أدرج دمية تمثل سيبيليوس في العمل. وتتكون من سلسلة من أكثر من 600 من أنابيب الصلب الملحومة جوفاء معا في نمط موجة شبيهة. كان الغرض من الفنان لالتقاط جوهر موسيقى سيبيليوس. النصب تزن 24 طنا (24 ألف طن طويلة، قصيرة 26 طنا) ، والتدابير 8.5 × 10.5 × 6.5 متر.
يقع أصغر نسخة من النصب التذكاري في مقر اليونسكو في باريس. عمل فني مع مفهوم مماثل، صممته أيضاً هيلتونن، على أرض مقر الأمم المتحدة في مدينة نيويورك.

## معرض صور

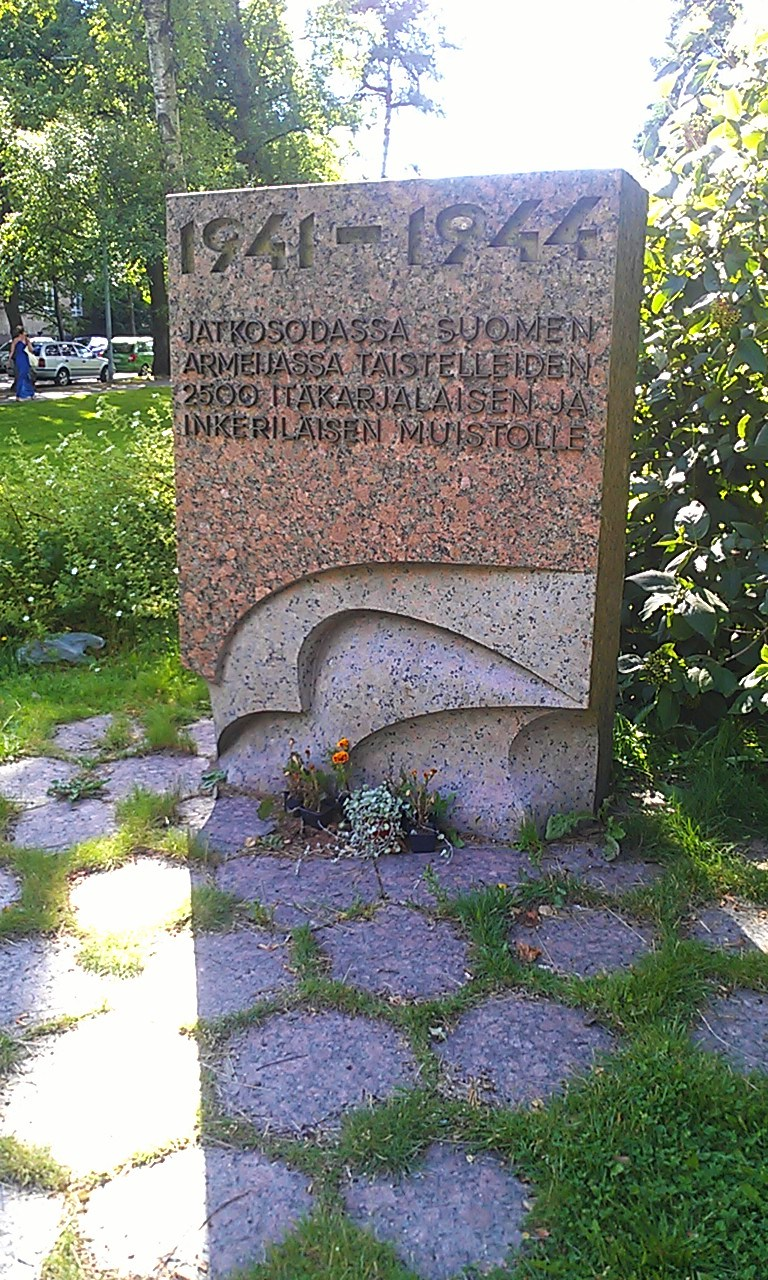
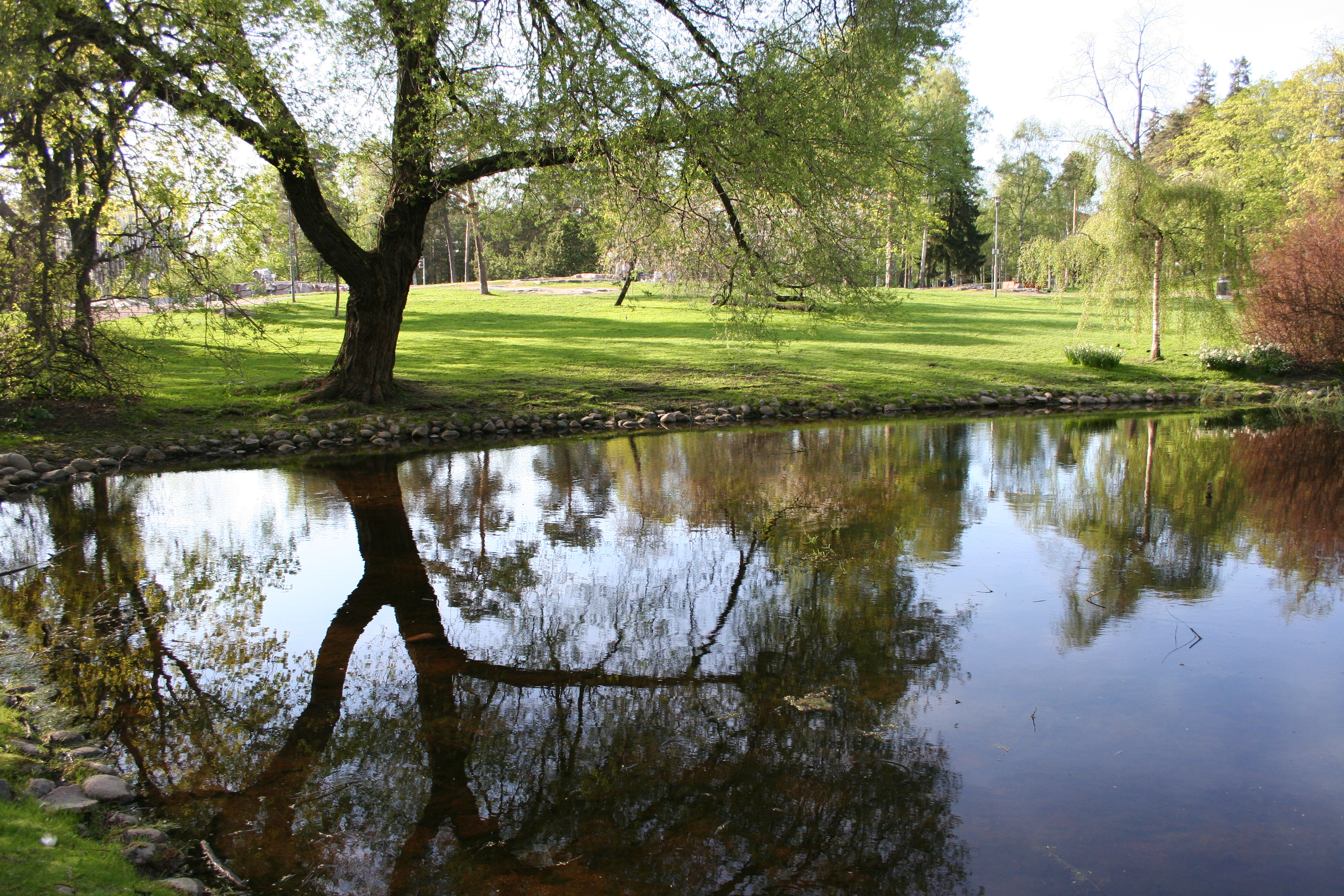
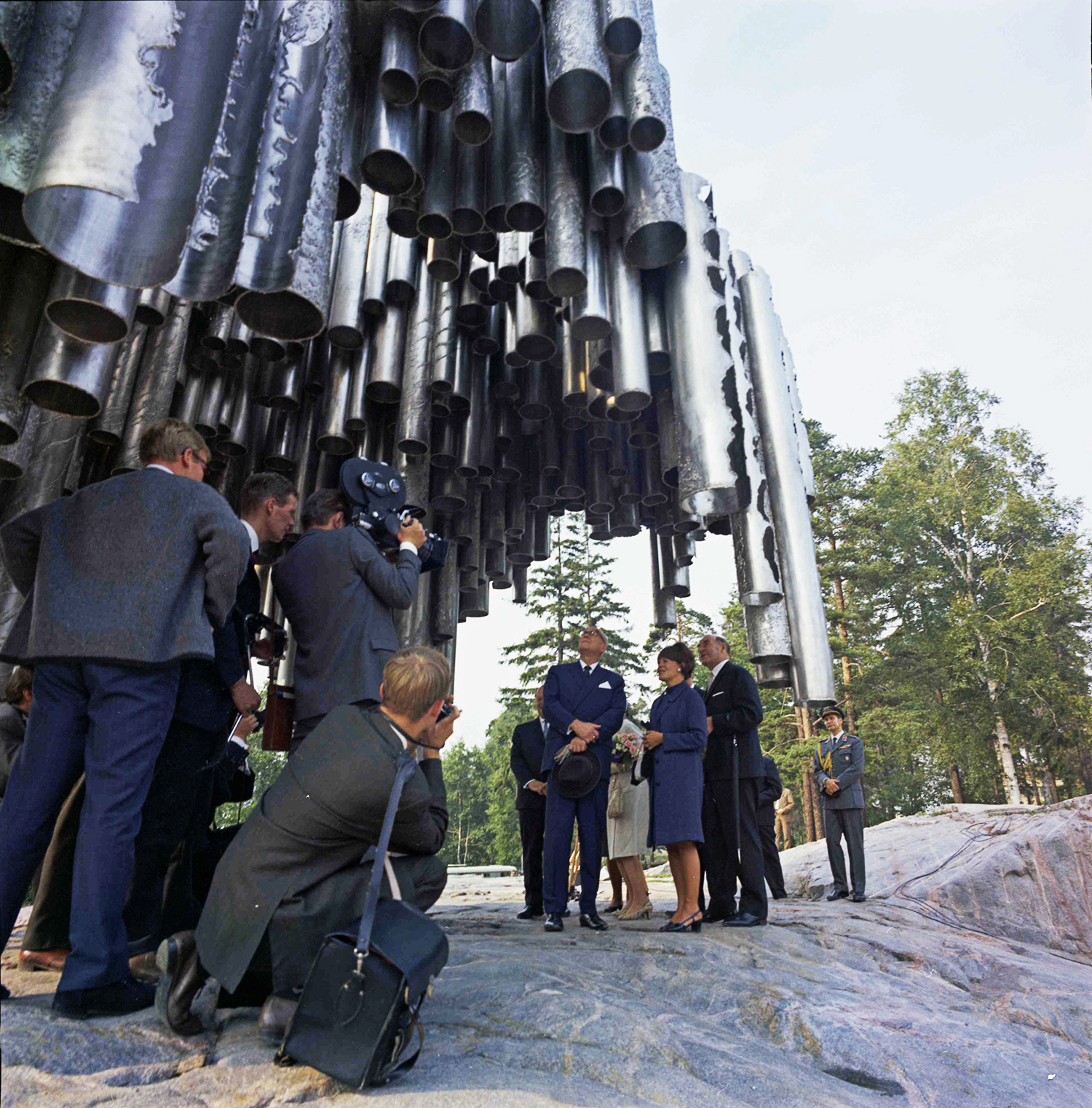